# Reinhard Pekrun

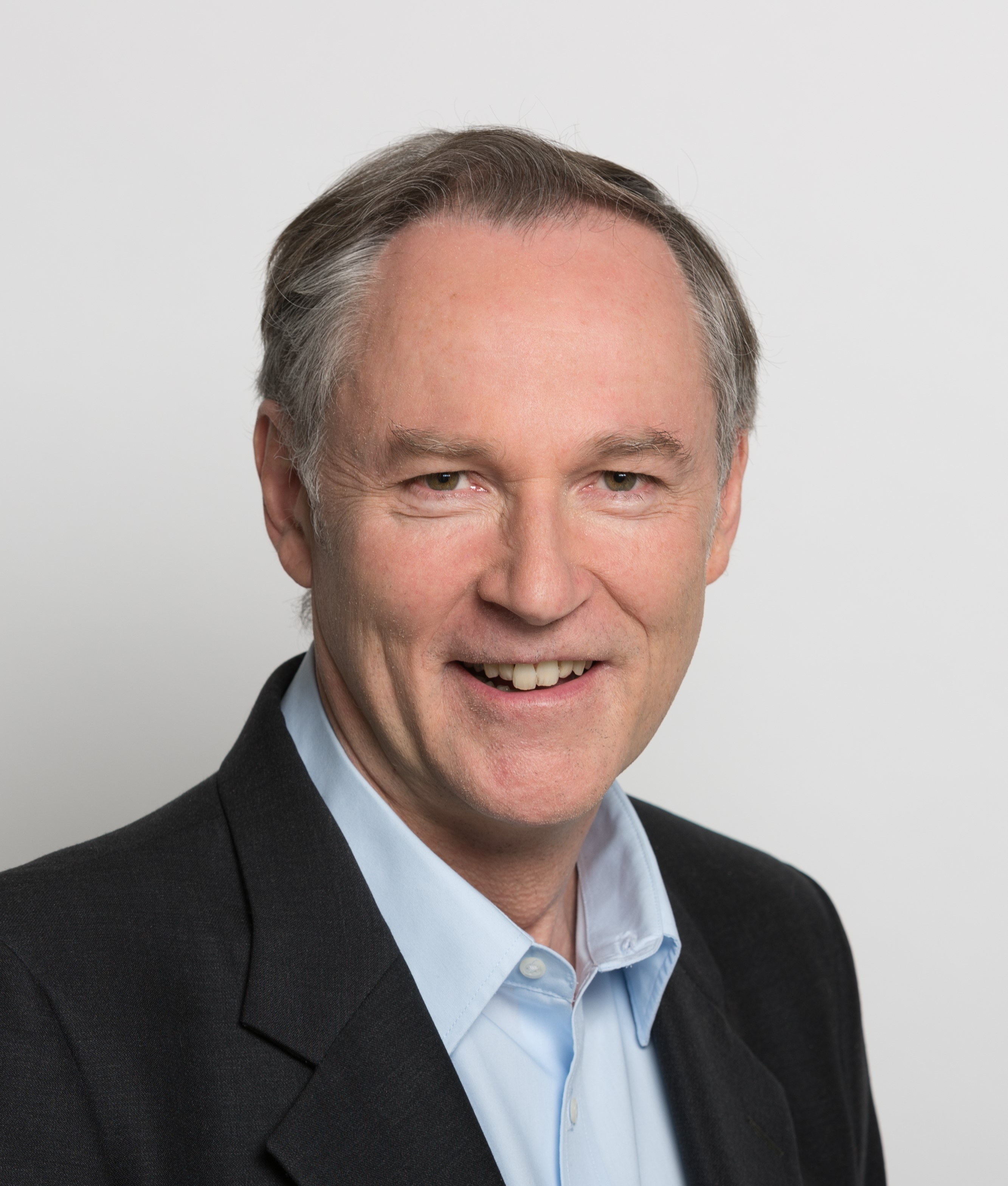
Reinhard Pekrun

Reinhard Pekrun (* 1952 in Braunschweig) ist ein deutscher Psychologe. Er ist Vizepräsident der Ludwig-Maximilians-Universität München (LMU).

## Leben
Pekrun studierte Psychologie, Pädagogik und Philosophie an der TU Braunschweig und der Universität Tübingen. Nach Abschluss des Studiums arbeitete er als wissenschaftlicher Assistent an der Ruhr-Universität Bochum und an der Ludwig-Maximilians-Universität München, wo er 1982 promoviert wurde und sich 1986 habilitierte. Nach Lehrstuhlvertretungen an den Universitäten Heidelberg und Frankfurt/Main hatte Pekrun von 1991 bis 1994 eine Fiebiger-Professur und von 1994 bis 2001 eine C4-Professur für Psychologie an der Universität Regensburg. Dort diente er auch als Dekan der Fakultät für Psychologie und Pädagogik und war Gründungsdirektor des Zentrums für Hochschuldidaktik und Lehr-Lern-Forschung. Seit 2001 hat er den Lehrstuhl für Pädagogische Psychologie, Diagnostik und Evaluation an der LMU.
1996 wählte ihn die Stress and Anxiety Research Society zu ihrem Präsidenten. Pekrun ist Mitherausgeber der Zeitschrift „Anxiety, Stress and Coping“ (ISSN 1061-5806) und Mitglied des Fachkollegiums Psychologie der Deutschen Forschungsgemeinschaft sowie der deutschen Konsortien von PISA 2003 und 2006; außerdem ist Pekrun Berater des internationalen PISA-Konsortiums. Er ist stellvertretender Direktor des Departments Psychologie und Mitglied des Senats der LMU.
2015 erhielt Pekrun den John-G.-Diefenbaker-Preis – verbunden mit einem einjährigen Forschungsaufenthalt an der University of Manitoba.